# 劉繼文 (明朝)
劉繼文（1531年—1592年），字永謨，號節齋，直隸鳳陽府宿州靈璧縣人，民籍，明朝政治人物。

## 生平
嘉靖三十七年（1558年）戊午科應天府鄉試第一百二名。嘉靖四十一年（1562年）壬戌科三甲進士。次年官江西萬安縣知縣，清苦愛民。陞禮部祠祭司主事。隆慶元年（1567年）十一月改工科給事中，二年六月升户科右，三年正月升礼科左，五月陞戶科都給事中，四年二月擢浙江右參政。
其名望與海瑞並稱，為天下清官第二。萬曆元年（1573年）五月升浙江按察使，三年三月升福建右布政使，五年正月升江西左布政使。
萬曆十四年（1586年）正月起為四川左布政使，十五年二月升都察院右副都御史、巡抚广西地方，十六年七月升兵部右侍郎、总督两广军务，十九年三月入為南京戶部右侍郎，四月升本部左侍郎，十二月以妄殺邀功和王子龍真伪案，被兵科給事中王德完彈劾，被革職候勘，居家不久忧郁去世。

## 家族
曾祖劉通，遞運所大使；祖父劉鎔；父劉貞，母黃氏。慈侍下。